# 白利德
奥古斯汀·白利德（捷克語：Augustin Palát，1923年2月16日—2016年7月18日），中文名白利德，是捷克汉学家。主要作品为《中国中世纪社会与风俗》，以及《水浒传》的捷克文选译本。

## 生平
1923年出生于克尔霍瓦。早年师从普实克学习中文。曾经在20世纪50年代担任捷克斯洛伐克驻中国北京大使馆文化参赞。在中国的大部分时间里，他着重研究少数民族的生活和风俗习惯，并用照相机记录历史文化资料。2015年底，他将自己的个人摄影作品整理为《五十年代的中国之行》，由捷华协会出版。
2016年7月18日凌晨逝世。遗体告别仪式于7月28日11点20分在布拉格斯特拉斯尼采火葬场举行。